# Békéscsaba
Békéscsaba é uma cidade e um condado urbano (megyei jogú város em húngaro) da Hungria. Békéscsaba é a capital do condado de Bekés.